# ティベリウス・ゲメッルス

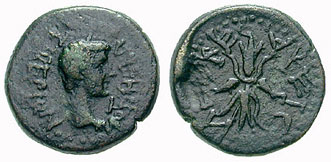
ティベリウス・ゲメッルスのコイン

ティベリウス・ユリウス・カエサル・ネロ（Tiberius Julius Caesar Nero, 19年 - 37年/38年）は、第2代ローマ皇帝ティベリウスの孫。一般にはティベリウス・ゲメッルス（Tiberius Gemellus）と呼ばれる。ゲメッルス（Gemellus）はラテン語で「双子」の意味。
ティベリウスの息子小ドルススとリウィッラの双子の息子として、紀元19年に生まれた。姉にリウィア・ユリア、双子の兄弟にゲルマニクス・ゲメッルス（Tiberius Germanicus Caesar）がいる。父小ドルススはティベリウスとその最初の妻ウィプサニアの息子で、母リウィッラは大ドルススと小アントニアの娘。同年の10月にティベリウスの養子で父小ドルススの義兄弟であるゲルマニクスがシリアで急死しており、ティベリウス、ゲルマニクスの双子はその喪の明けきらぬ時期に誕生した。
23年に父小ドルススが急死、同じ年のうちに双子の兄弟ゲルマニクスも夭折する。父ドルススの死は勢力を大きくしつつあった親衛隊長官ルキウス・アエリウス・セイヤヌスによる暗殺であり、それには母リウィッラも荷担していた。皇帝ティベリウスによってセイヤヌスの勢力が粛清されると、小ドルススの死の真相も明らかとされた。セイヤヌスの権勢のもとでゲルマニクスの年長の男子ネロ・カエサルとドルスス・カエサルは後継者候補から外れており、ティベリウスの後継者はゲルマニクスの遺児ガイウス・カエサル（カリグラ）とティベリウス・ゲメッルスに絞られていた。ティベリウスは自分の血を継いでいるゲメッルスにより愛情を抱いていたといわれる一方、リウィッラとセイヤヌスとの不義の子との疑いを持っていたともいわれる。
37年3月16日、ティベリウスが病没する。遺言状ではカリグラとゲメッルスは対等な相続者とされ、一方の死後は他方が単独の相続者となるように指名していた。しかし共同統治を指示したティベリウスの遺言は生前の不人気もあり無視され、年長ですでに成人しており、また市民の人気も高かったカリグラが単独の統治者として元首に就任した。
統治者の立場は無視されたゲメッルスだが、成人式の時にカリグラはゲメッルスを自らの養子とし、さらに「青年の第一人者（princeps iuventutis）」にした。これはアウグストゥスがガイウス・カエサル、ルキウス・カエサルの兄弟に行なったことと同じ措置であり、後継者に指名されたことを意味した。
しかしカリグラは突然ゲメッルスに親衛隊の副官を派遣し、殺害した。その殺害の理由をカリグラは、ゲメッルスが吐く息から解毒剤のにおいをさせており、自身に対し不信を抱き暗殺を恐れていたからだとした。同時期にカリグラは最初の妻の父マルクス・シラヌスにも自殺を強要しており、以降の狂気じみた治世の始まりとなった。